# Junkersbeck
Die Junkersbeck (gesprochen ‚-beek‘) ist ein etwa 2 km langer Bach in Nächstebreck im Wuppertaler Stadtbezirk Oberbarmen. Er mündet am gleichnamigen Weiler von links in die Mählersbeck, die im Unterlauf Schwarzbach heißt.
Sein gesamtes, etwa 2 km² großes Einzugsgebiet liegt am Haßlinghauser Rücken.

## Geographie

### Verlauf
Die Junkersbeck entspringt auf einer Höhe von 273 m ü. NHN an einem Waldstück südlich des Rastplatzes Holtkamp der Autobahn 46 zwischen Nächstebrecker Busch und Holtkamp. Ihre ursprüngliche Quelle ist nach dem Autobahnbau versiegt, heute wird der Bach aus zwei Siefen gespeist. Er fließt zunächst nach Südosten.
Südlich von Holtkamp quert der Bach die Trasse der Bahnstrecke Wuppertal-Wichlinghausen–Hattingen (heute Nordbahntrasse) und vereinigt sich mit einem namenlosen Gewässer (528 m) und dem Hasenkamper Bach (1224 m). Die Junkersbeck fließt weiter Richtung Süden und nimmt östlich von Bracken den Brackener Bach (548 m) und einen Zulauf aus Bruch (423 m) auf. Sie wendet sich nach Südwesten und unterquert erneut die Bahntrasse.
Kurz vor der Mündung in die Mählersbeck liegt am westlichen Talhang die Ortslage Junkersbeck. Dort mündet der Siefen auf dem Berge (429 m) von Nordwesten in die Junkersbeck.
Die Junkersbeck vereinigt sich schließlich auf einer Höhe von 201 m ü. NHN mit der Mählersbeck.
Der etwa 2 km lange Lauf der Junkersbeck endet ungefähr 72 Höhenmeter unterhalb ihrer Quelle, sie hat somit ein mittleres Sohlgefälle von etwa 36 ‰.

### Einzugsgebiet
Das 2,076 km² großes Einzugsgebiet der Junkersbeck liegt im Naturraum Haßlinghauser Rücken und wird durch sie über den Schwarzbach, die Wupper und den Rhein zur Nordsee entwässert.
Das Einzugsgebiet wird im westlichen Bereich zum großen Teil landwirtschaftlich genutzt und besteht im Osten überwiegend aus Industrie- und Gewerbeflächen. Im Bereich des Hasenkamper Bachs kommt Wald vor.

### Zuflüsse
- Hasenkamper Bach (links), 1,2 km, 0,61 km²
- Brackener  Bach (rechts), 0,5 km
- Siefen auf dem Berge (rechts), 0,4 km

## Naturschutzgebiet
Der Bach und sein Umfeld südlich von Holtkamp wurden 2005 als Naturschutzgebiet Hasenkamp und Junkersbeck unter Schutz gestellt. Das Umfeld des Baches ist trotz der menschlichen Eingriffe relativ naturnah, es gibt Hinweise auf organische Belastung.